# Eilean Macaskin
Eilean Macaskin (Eilean MhicAsgain en gaèlic) és una petita illa de les Hèbrides Interiors, situada al nord-oest d'Escòcia. Es troba al Loch Craignish, al sud-oest de l'illa d'Eilean Righ. Al seu voltant hi ha un conjunt d'illes més petites, de les que en destaca Eilean nan Gabhar, Eilean nan Coinean, Garbh Rèisa, Rèisa an t-Sruith, Rèisa MhicPhàidein i Eilean na Cille.
L'illa ha estat habitada des d'antic i, inusualment en les illes escoceses, té masses boscoses. S'abandonà durant els anys 1880. A Eilean Macaskin hi creixen un cert nombre de flors salvatges, malgrat la població no arribi als percentatges de la seva veïna Eilean Rìgh.